# 沖縄に雪が降る
「沖縄に雪が降る」（おきなわにゆきがふる）は、大阪のインストゥルメンタル・ジャズバンドカルメラと、沖縄のエンタメバンドきいやま商店が、『カルメラ商店』名義で発売した配信限定シングル。2021年3月31日配信開始。発売元は、フライング・ハイ。

## 解説
2021年5月12日に発売された、カルメラの結成15周年アルバム『誰そ彼レゾナンス』からの先行配信曲であり、「カルメラ商店」名義にて発売。
きいやま商店にとって7作目（カルメラは不明）の配信限定シングルで、『カルメラ商店』名義では初のシングルとなった。
元々2019年に行われたカルメラときいやま商店のツーマンライブツアー（「きいやま商店 × Calmera “チャンスdeカーーニバレTOUR 2019”」）中に製作された2曲の内の1曲であり（もう1曲は「猫がとんとんとん」）、その曲をスタジオレコーシングし直し、発売となった。
カルメラときいやま商店は、2014年4月11日 福岡・Early Believersにて行われたイベント『カルメラの「ゴールデンでバラエティなツアー」～BINGOBONGOSOUNDS～』にきいやま商店がゲスト出演したから始まり、その後カルメラがきいやま商店のアルバム『ロックンロールびーちゃー』に収録されている楽曲「ハブとマングース」の演奏と編曲に参加したり、ツーマンライブや「きいやま商店 × Calmera “チャンスdeカーーニバレTOUR”」と題したツーマンライブツアー、2019年に行われたきいやま商店主催の音楽フェス『きいやま農園ライブ2019』にカルメラが出演したりと、お互いの親交が深い。尚、2021年1月15日のカルメラの沖縄公演にきいやま商店がサプライズゲストで出演予定だったが、コロナウィルスの影響により公演が中止となってしまった。

## 収録曲
作詞：きいやま商店、作曲：西崎ゴウシ、編曲：Calmera
1. 沖縄に雪が降る
  - 作詞はきいやま商店が担当。「雪の降らない沖縄に雪が届いた、きいやま商店の思い出」についての内容となっている[4][8]。
  - マスタリング・エンジニアは、カルメラの楽曲を多数担当している森﨑雅人が担当した[9]。

## 収録アルバム
Calmera『誰そ彼レゾナンス』